# 三中心結合
三中心結合（さんちゅうしんけつごう）とは化学結合の概念のひとつで、ジボランや超原子価化合物など、伝統的な結合の考え方（二中心二電子結合、2c-2e）では構造を説明できない化合物について説明するために提案されたもの。3個の原子がそれぞれ1つずつの原子軌道を供給して3つの分子軌道、すなわち結合性軌道、非結合性軌道、反結合性軌道を作るとする。そのうち結合性軌道に電子が2個入ることで結合力が生じると考える。
- 三中心二電子結合 (3c-2e) 例: B2H6、Al2Me6、ノルボルニルイオンなどの非古典的イオン。電子不足な化合物に見られ、2電子が結合性軌道を占める。
- 三中心四電子結合 (3c-4e) 例: PF5、XeF2。超原子価化合物に見られ、4電子が結合性軌道と非結合性軌道を占める。